# 日本音楽学校
日本音楽学校（にほんおんがくがっこう）は東京都品川区豊町に所在した専門学校。設置者は学校法人三浦学園。
幼稚園教諭、保育士の資格を取得するための養成学校の他、かつては中学校音楽教諭の養成もおこなった。2008年度入学生をもって生徒の募集を終了し、設置者である三浦学園が2009年度に開学させた有明教育芸術短期大学に発展的改組し、江東区有明にキャンパスを移転した。

## 沿革
- 1903年（明治36年） - 東京音楽学校教授山田源一郎が前身の音楽遊戯協会講習所を設立（神田淡路町）[2]。　※日本初の音楽教育を施した私立学校
- 1905年（明治38年） - 女子音楽学校と改称[2]。
- 1923年（大正12年） - 東京府豊多摩郡中野町打越に移転。
- 1927年（昭和02年） - 日本音楽学校と改称。
- 1947年（昭和22年） - 東京都品川区豊町に移転。
- 2008年（平成20年） - 生徒の募集を終了。冒頭にもあるように、短期大学へ移行された。
- 2010年（平成22年） - 3月31日をもって廃校。

## 著名な出身者
- 吉田晴風（尺八演奏家、作曲家）

## 交通
- 東急大井町線下神明駅より徒歩5分